# Mihaela Rădescu
Mihaela Rădescu (Mihaela-Daniela Rădescu, născută Murgu, în 1962, la Brașov) este actriță română de teatru (din anul 1995) la Teatrului Mic și a Teatrului Foarte Mic. 

## Biografie

### Târgu Mureș
Mihaela Rădescu a absolvit Institutul de Teatru din Târgu Mureș în anul 1987, la clasa profesor Adriana Piteșteanu, deși a debutat ca actriță de teatru încă din 1984 la Teatrul Național din Târgu Mureș, în spectacolul Milionarul Sărac de Tudor Popescu.
În regia lui Victor Ioan Frunză a făcut parte din distribuțiile spectacolelor: Satyricon (1994 la TNTgM; Premiul pentru cel mai bun spectacol la Gala UNITER 1995), Trupa pe Butoaie (ambele versiuni; 1992-1994 la TNTgM și 1995-1996, UNITER). A jucat și în "Tamerlan cel Mare" (Marlowe) în direcția de scenă a aceluiași V.I. Frunză, pe scena Teatrului Național din București, fiind colegă în distribuție cu Leopoldina Bălănuță, Ovidiu Iuliu Moldovan, Maia Morgenstern, Gheorghe Visu și cu mulți alții.

### Actor la alte teatre
- A mai jucat de-a lungul anilor și, în ordine cronologică, la Teatrul Evreiesc în regia Lianei Ceterchi, la Nottara în regia lui Cristian Teodor Popescu și la Teatrul Masca în regia lui Mihai Mălaimare.
- La teatrul Luni de la Green Hours, pe Calea Victoriei, a fost una din "pionierele" teatrului independent din România jucând în "Azi mă... Ubu" alături de Coca Bloos sau în "Alcool, Amor, Amar..." împreună cu Dorina Crișan Rusu, care a semnat muzica. Coregrafia i-a aparținut lui Florin Fieroiu, iar costumele Liei Manțoc. În același spațiu a coordonat spectacolul "Neapărat Caragiale"
- În ultima premieră din 2010, de la Teatrul Foarte Mic, a jucat rolul principal în "Ca pe tine însuți", alături de Sandu Mihai Gruia, Viorel Cojan și Bobo (de la "Fără Zahăr") în regia lui Radu Apostol. A mai jucat la Teatrul Mic, împreună cu Valeria Seciu, în "Spirit", regia Cătălina Buzoianu sau în alte spectacole cu Gheorghe Visu, Dan Condurache, Mitică Popescu, Adriana Șchipopu, Dana Dembinski, Cristian Iacob, Ovidiu Niculescu, Mihai Dinvale, Florin Piersic jr.
- În 2012, la Teatru LUNI de la Green Hours a realizat spectacolul (în care și joacă) Confesiunile unui câine. Colaboratori Ioana Macarie și Mădălina Piteșteanu.
- Joacă și în producții cinematografice sau de televiziune.

### Viață personală
- Mihaela-Daniela Rădescu (născută Murgu) este măritată din 1986 cu Vlad Rădescu și au împreună o fată.

## Filmografie
- After School (2011)
- Eva (2010)
- Liceenii ... în 53 de ore și ceva (2009)
- Vlad Nemuritorul (2000)